# Stacy Dragila
Pour les articles homonymes, voir Stacy.
Stacy Dragila, née le 25 mars 1971 à Auburn (Californie), est une athlète américaine pratiquant le saut à la perche. Elle fut la première championne du monde (à Séville en 1999) et  olympique (à Sydney en 2000) féminine de la discipline.

## Biographie
Ancienne heptathlète à Yuba College, elle découvre la perche sous la direction de Dave Nielsen, son entraîneur à Idaho State. Dès 1996, elle remporte les championnats des États-Unis, en salle puis en plein air. Elle fait de même la saison suivante et remporte la médaille d'or lors des Championnats du monde en salle de Paris.
Lors des Championnats du monde d'athlétisme 1999 de Séville, elle devient la première femme championne du monde de saut à la perche en égalant le record du monde de l'Australienne Emma George en 4,60 m.
L'année suivante, elle fait progresser le record du monde en salle jusqu'à 4,62 m. Lors de la saison estivale, sa victoire lors des trials (championnat des États-Unis) lui offre une participation au premier concours de perche féminin de l'histoire des jeux olympiques. Lors de ces Jeux olympiques de Sydney, elle réalise 4,60 m pour devenir la première championne olympique, à une hauteur proche de son record du monde de 4,63 m établit en juillet.
En 2001, la progression des records du monde continue grâce à l'Américaine: en salle, la marque devient 4,70 m tandis que durant l'été, elle atteint la hauteur de 4,81 m. Elle se rend ensuite à Edmonton pour les Championnats du monde, compétition où elle conserve son titre avec un saut à 4,75 m. Elle termine la saison par une victoire à Melbourne lors de la Finale du Grand Prix IAAF.
Après une saison 2002 perturbée par une blessure lors de la période hivernale, elle remporte un nouveau titre américain en plein air.
Elle établit un nouveau record du monde en salle lors des championnats des États-Unis indoor avec 4,78 m avant que celui-ci soit porté par Svetlana Feofanova à 4,80 m lors des Championnats du monde en salle 2003. Lors des monidaux de Paris, elle termine à la quatrième place avec 4,75 m.
La Russe Yelena Isinbayeva la devance lors des Championnats du monde en salle 2004. Elle bat le record du monde avec 4,83 m en juin, record dont elle est dépossédée une vingtaine de jours plus tard par Isinbayeva. Blessée à un mois, elle participe néanmoins aux Jeux olympiques d'Athènes mais échoue aux qualifications.
En 2005, elle remporte son neuvième et dernier titre de championne des États-Unis. Elle échoue lors des qualifications des mondiaux d'Helsinki.
Après une blessure en 2006 qui la prive de toute compétition, elle échoue à obtenir une qualification pour les jeux de Pékin en terminant septième des trials.
Elle a pris sa retraite à l'âge de 38 ans lors des championnats du monde de Berlin en échouant lors des qualifications. Elle avait obtenu sa participation à cette compétition en terminant à la troisième place des championnats des États-Unis.
Elle est élue au Temple de la renommée de l'athlétisme des États-Unis en 2014.

## Palmarès
| Date | Compétition                    | Lieu       | Résultat | Marque |
| ---- | ------------------------------ | ---------- | -------- | ------ |
| 1997 | Championnats du monde en salle | Paris      | 1re      | 4,40 m |
| 1999 | Championnats du monde en salle | Maebashi   | 8e       | 4,35 m |
| 1999 | Championnats du monde          | Séville    | 1re      | 4,60 m |
| 2000 | Jeux olympiques                | Sydney     | 1re      | 4,60 m |
| 2001 | Championnats du monde en salle | Lisbonne   | 4e       | 4,51 m |
| 2001 | Goodwill Games                 | Brisbane   | 1re      |        |
| 2001 | Championnats du monde          | Edmonton   | 1re      | 4,75 m |
| 2001 | Finale du Grand Prix IAAF      | Melbourne  | 1re      | 4,50 m |
| 2003 | Championnats du monde en salle | Birmingham | qual.    | NM     |
| 2003 | Championnats du monde          | Paris      | 4e       | 4,55 m |
| 2003 | Finale mondiale                | Monaco     | 3e       | 4,50 m |
| 2004 | Championnats du monde en salle | Budapest   | 2e       | 4,81 m |
| 2004 | Jeux olympiques                | Athènes    | qual.    | 4,30 m |
| 2005 | Championnats du monde          | Helsinki   | qual.    | 4,40 m |
| 2009 | Championnats du monde          | Berlin     | qual.    | 4,25 m |

### Autres
- 9 fois championne des États-Unis: 1996, 1997, 1999, 2000, 2001, 2002, 2003, 2004, 2005
- 8 fois championne des États-Unis en salle 1996, 1997, 1998, 1999, 2000, 2001, 2003, 2004

### Records du monde
- En plein air
  - record du monde en plein air le 23 juillet 2000 avec 4,63 m
  - record du monde en plein air le 27 avril 2001 avec 4,70 m (à Pocatello)
  - record du monde en plein air le 9 juin 2001 avec 4,71 m (à Palo Alto)
  - record du monde en plein air le 9 juin 2001 avec 4,81 m (à Palo Alto)
  - record du monde en plein air le 8 juin 2004 avec 4,83 m
- En salle
  - record du monde en salle le 19 février 2000 avec 4,61 m
  - record du monde en salle le 3 mars 2000 avec 4,62 m
  - record du monde en salle le 2 février 2001 avec 4,63 m
  - record du monde en salle le 9 février 2001 avec 4,66 m
  - record du monde en salle le 17 février 2001 avec 4,70 m
  - record du monde en salle le 2 mars 2003 avec 4,78 m